# Obraz
Obrazul (latină: buccae) reprezintă zona feței de sub ochi, dintre nas și urechea stângă și respectiv dreaptă, mai exact cele două părți laterale ale feței.